# Ptychadena keilingi
Ptychadena keilingi är en groddjursart som först beskrevs av Albert Monard 1937.  Ptychadena keilingi ingår i släktet Ptychadena och familjen Ptychadenidae. IUCN kategoriserar arten globalt som livskraftig. Inga underarter finns listade i Catalogue of Life.